# Achrus ahngeri
Achrus ahngeri är en insektsart som beskrevs av Melichar 1902. Achrus ahngeri ingår i släktet Achrus och familjen dvärgstritar. Inga underarter finns listade i Catalogue of Life.